# Aetna
Aetna este o companie americană cu un profit de 1,1 miliarde $ în anul 2005, care oferă servicii în industria sanitară, inclusiv asigurări de sănătate.